# Noblesse de cloche
La noblesse de cloche, noblesse municipale ou noblesse consulaire ou noblesse d'échevinage fait référence aux roturiers anoblis au cours des siècles par une fonction municipale.
Cette appellation trouve son origine dans le fait que les cloches de l'hôtel de ville sonnaient pour annoncer les assemblées pour l'élection des officiers municipaux.

## Une voie d'accès à la noblesse
Le XVIe siècle connaît une diminution des lignages pour des raisons économiques (notamment la « mendicité honteuse » qui entraîne la perte de la qualité nobiliaire), ou, surtout, faute d'héritiers mâles (en l'espace d'un siècle, c'est le sort d'un quart à un tiers des familles). Le roi se déclarant désormais le seul apte à faire des nobles, l'anoblissement s'est donc principalement fait par lettres royales et par les charges dites « anoblissantes ».
En effet, dans 16 villes, la charge de maire et, parfois, celles d'échevins, consuls, jurats, confèrent la noblesse ; c'est le cas à Paris, Langres, Angers, à Angoulême, Bourges, Paris, Poitiers et Toulouse durant pratiquement tout l'Ancien Régime, pendant une partie seulement à Cognac, Issoudun, La Rochelle, Lyon, Nantes, Niort, Saint-Jean-d'Angély et Tours. Toutefois, comme la plupart des charges anoblissantes, la qualité recherchée n'est conférée qu'après un certain nombre d'années d'exercice, une vingtaine en général, le temps de « décrasser » le roturier. Notons cependant que le capitoulat de la ville de Toulouse anoblissait au bout seulement d'une année d'exercice.
En mars 1667, un édit abolit ce type d'anoblissement avec effet rétroactif jusqu'en 1600. 

« Tantôt un protestant y a signé sa foi, tantôt un ligueur y a maudit Henry IV. Quelque bourgeois y a gravé les insignes de sa noblesse de cloche, la gloire de son échevinage oublié.  (Honoré de Balzac - Eugénie Grandet) »

Le capitoulat de Toulouse a subsisté quant à lui jusqu'en 1789.